# Wolfisberg

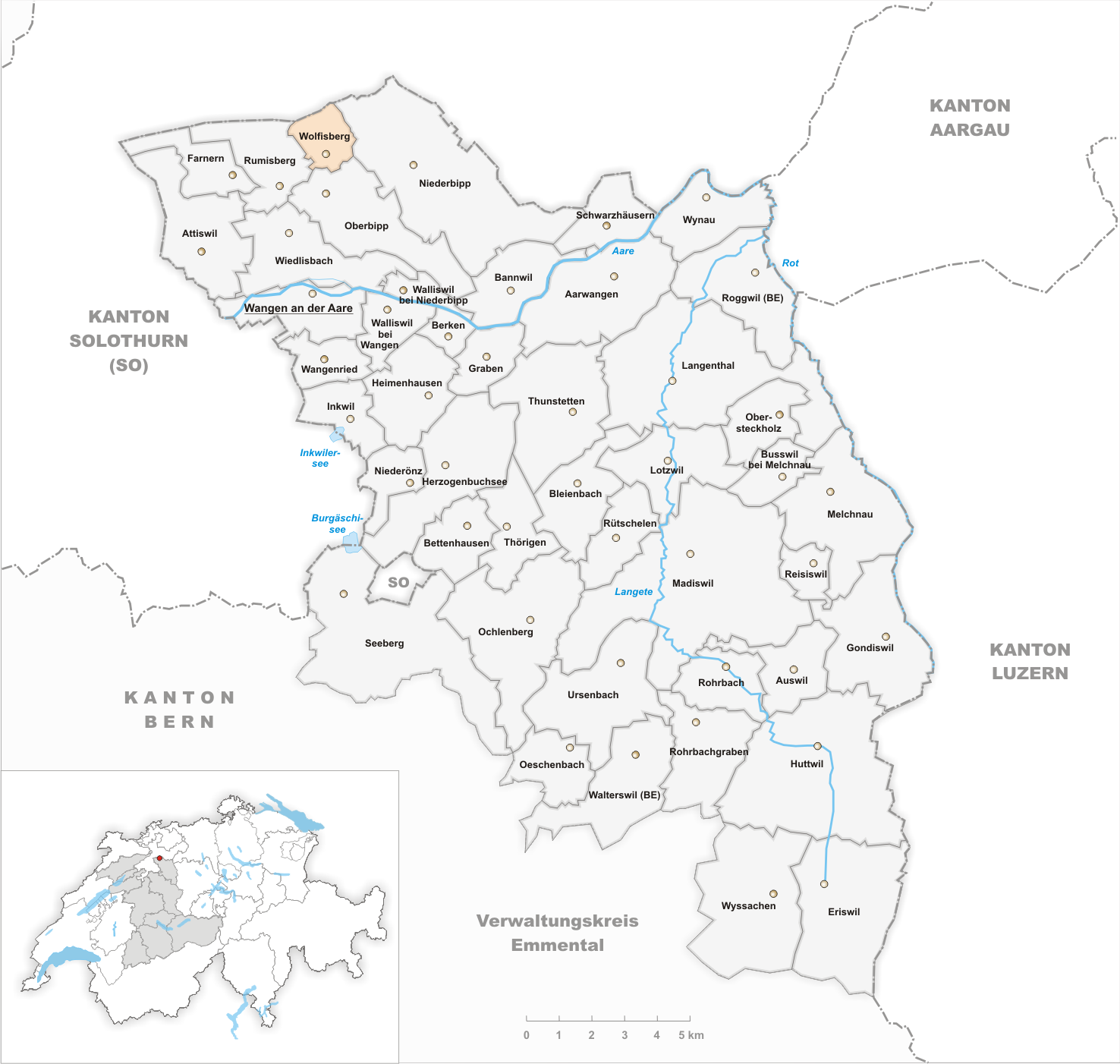
Gemeindestand vor der Fusion am 1. Januar 2020

Wolfisberg ist eine Ortschaft in der politischen Gemeinde Niederbipp im Schweizer Kanton Bern. Bis zum 31. Dezember 2019 war Wolfisberg eine eigene politische Gemeinde im Verwaltungskreis Oberaargau. Am 1. Januar 2020 fusionierte sie zur Gemeinde Niederbipp.

## Geographie
Wolfisberg liegt auf 670 m ü. M., 12 km nordöstlich der Stadt Solothurn (Luftlinie). Das Dorf erstreckt sich an aussichtsreicher Lage auf einer Geländeterrasse am Südhang der vordersten Jurakette (Lebernberg), rund 200 m über der Ebene des Schweizer Mittellandes, oberhalb von Oberbipp, in der Region Oberaargau.
Die Fläche des 2,4 km² grossen ehemaligen Gemeindegebiets umfasst einen Abschnitt des Jurasüdhangs. Der Hang ist das Produkt eines gewaltigen Bergrutsches, der sich am Ende der Risseiszeit ereignete, als mit dem Rückzug des eiszeitlichen Rhonegletschers die stabilisierende Wirkung des Eises wegfiel. Deshalb rutschte der südliche Schenkel der Antiklinale der ersten Jurakette ab und hinterliess eine grosse Bergsturzzone.
Das Gebiet von Wolfisberg wird im Südwesten durch den Dorfbach von Oberbipp direkt zur Aare entwässert, während im östlichen Teil der Bipperbach für die Entwässerung zur Dünnern sorgt. Der Gemeindeboden erstreckt sich von der Bergsturzterrasse nordwärts über den steilen Hang bis auf den aus Malmkalk bestehenden Kamm des Lebernberges mit verschiedenen Felsflühen. Auf dem Höllchöpfli (auch Hällchöpfli) wird mit 1231 m ü. M. der höchste Punkt von Wolfisberg erreicht. Die westliche Gemeindegrenze verläuft über den Ankehubel (1085 m ü. M.) und die Randfluh. Von der Gemeindefläche entfielen 1997 5 % auf Siedlungen, 50 % auf Wald und Gehölze und 45 % auf Landwirtschaft.
Zu Wolfisberg gehören einige Einzelhöfe. Nachbargemeinden von Wolfisberg waren Niederbipp, Oberbipp und Rumisberg im Kanton Bern sowie Matzendorf und Laupersdorf im Kanton Solothurn.

## Bevölkerung
Mit 187 Einwohnern (Stand 31. Dezember 2019) gehörte Wolfisberg zu den kleinen Gemeinden des Kantons Bern. Von den Bewohnern waren 96,6 % deutschsprachig, 1,7 % albanischsprachig, und 1,2 % sprachen Französisch (Stand 2000). Die Bevölkerungszahl von Wolfisberg belief sich 1850 auf 285 Einwohner, 1900 noch auf 217 Einwohner. Im Verlauf des 20. Jahrhunderts nahm die Bevölkerungszahl durch starke Abwanderung bis 1980 um weitere 40 % auf 135 Personen ab. Seither wurde wieder eine deutliche Bevölkerungszunahme verzeichnet. Der Ausländeranteil liegt bei 10,2 % (Stand 31. Dezember 2023)

## Wirtschaft
Wolfisberg war bis in die zweite Hälfte des 20. Jahrhunderts ein vorwiegend durch die Landwirtschaft geprägtes Dorf. Noch heute haben der Ackerbau sowie die Milchwirtschaft und die Viehzucht einen wichtigen Stellenwert in der Erwerbsstruktur der Bevölkerung. Einige weitere Arbeitsplätze sind im lokalen Kleingewerbe und im Dienstleistungssektor vorhanden. In den letzten Jahrzehnten hat sich das Dorf dank seiner attraktiven Lage zu einer Wohngemeinde entwickelt. Viele Erwerbstätige sind deshalb Wegpendler, die hauptsächlich in den grösseren Gemeinden entlang des Jurasüdfusses zwischen Solothurn und Olten arbeiten.

## Verkehr
Wolfisberg liegt abseits der grösseren Durchgangsachsen an einer Verbindungsstrasse von Niederbipp nach Rumisberg. Der nächste Anschluss an die Autobahn A1 (Bern–Zürich) befindet sich rund 5 km vom Ortskern entfernt. Durch eine Buslinie, welche die Strecke von Niederbipp nach Rumisberg bedient, ist Wolfisberg an das Netz des öffentlichen Verkehrs angebunden.

## Geschichte
Die erste urkundliche Erwähnung des Ortes erfolgte 1332 unter dem Namen Wolfisperg. Später erschienen die Bezeichnungen Wulfisperg (1464), Wüllfflysperg (1479) und Wulfysperg (1518). Der Ortsname geht auf den althochdeutschen Personennamen Vulfo oder Wolfi zurück und bedeutet demnach Berg des Vulfo/Wolfi.
Seit dem Mittelalter unterstand das Gebiet von Wolfisberg der Landgrafschaft Buchsgau, welche von den Grafen von Frohburg verwaltet wurde. Es gehörte darin zur Herrschaft Bipp und seit dem Beginn des 14. Jahrhunderts zum Amt Erlinsburg, das 1332 an die Grafen von Neuenburg-Nidau kam. Im Weiteren teilte Wolfisberg das Schicksal der Herrschaft Bipp, welche zahlreiche Besitzerwechsel erfuhr. Als Teil dieser Herrschaft gelangte das Dorf 1413 unter die gemeinsame Verwaltung von Bern und Solothurn. Nach der Teilung des Buchsgaus kam Wolfisberg 1463 unter die alleinige Oberhoheit Berns und wurde der Landvogtei Bipp zugeordnet.
Nach dem Zusammenbruch des Ancien Régime (1798) gehörte Wolfisberg während der Helvetik zum Distrikt Wangen und ab 1803 zum Oberamt Wangen, das mit der neuen Kantonsverfassung von 1831 den Status eines Amtsbezirks erhielt und per 1. Januar 2010 in den Verwaltungskreis Oberaargau integriert wurde.